# Jean-Victor Schnetz

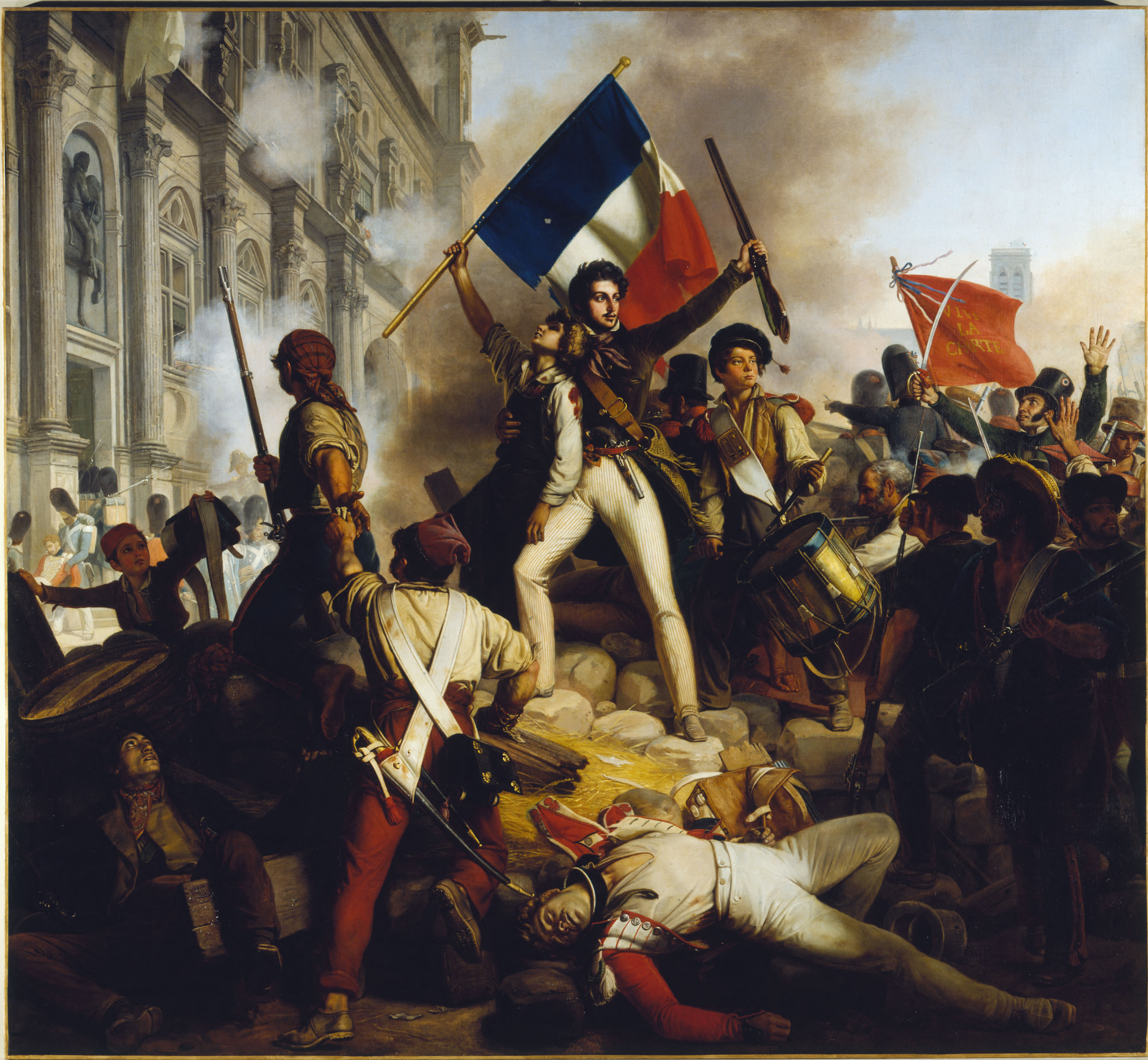
Combat davant l'Ajuntament de París el 28 de juliol de 1830. Llenç a l'oli d'Schnetz, Museu del Petit-Palais.

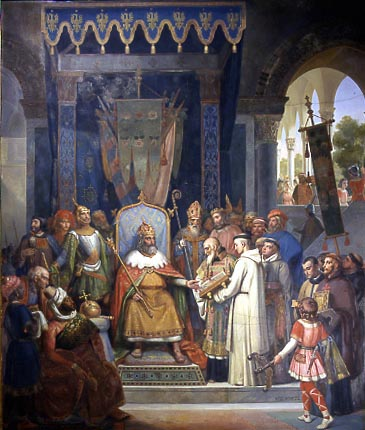
Carlemany, envoltat dels seus principals col·laboradors, rep Alcuí de York qui li presenta els manuscrits escrits pels seus monjos.

Jean-Victor Schnetz fou un pintor francès nascut a Versalles el 1787 i mort a París el 1870.

## Biografia
Alumne de David i amic de Géricault, Jean-Victor Schnetz va dividir la seva vida entre França i Itàlia, la qual havia descobert en la seva joventut i de la qual s'havia enamorat. Va tenir una brillant carrera: fou elegit el 1837 per l'Acadèmia de Belles Arts per succeir Ingres com a director de l'Acadèmia de França a Roma, un càrrec que conservà fins al 1846. Posteriorment va tornar a prendre aquest lloc entre 1853 i 1866.
Va saber conquerir la glòria en la batalla eterna entre "clàssics" i "romàntics" inventant un mitjà per aconseguir l'equilibri, que consistia a tractar de manera clàssica subjectes pintorescs, i escenes de la vida diària dels camperols i dels bandolers italians.

## Algunes obres
- Deux jeunes filles se baignant dans le lac de Nemi, París, Museu del Louvre.
- Combat devant l'Hôtel de Ville de Paris le 28 juillet 1830, París, Museu del Petit-Palais.